# Leupoldsgrün
Leupoldsgrün je obec v německé spolkové zemi Bavorsko, v zemském okrese Hof. Leží devět kilometrů západně od Hofu na spolkové silnici A9. Žije zde přibližně 1 200 obyvatel.

## Geografie

### Místní části
Obec má šest částí:
- Hartungs
- Hohenbuch
- Leupoldsgrün
- Lipperts
- Neumühl
- Röhrsteig

## Historie
První písemná zmínka o obci pochází z roku 1335. V období 1398 až 1668 patřila rodu z Lüchau. Poté byla pod správu rodu Baumů z Baumsdorfu, který v roce 1725 vymřel. Po tylžském míru přešla 1807 pod Francii a později pod Bavorsko. Současná obec vznikla v roce 1818. V roce 1972 k ní byla přičleněna obec Lipperts.

## Památky
- farní kostel Leupoldsgrün